# Hermann Loretz
Martin Friedrich Heinrich Hermann Loretz (* 7. Oktober 1836 bei Holzappel; † 15. Juli 1917 in Frankfurt am Main) war ein deutscher Geologe und Paläontologe.

## Leben
Loretz war der Sohn eines Hüttenbesitzers im ehemaligen Herzogtum Nassau. 1876 bis 1901 war er bei der Preußischen Geologischen Landesanstalt (PGLA) und wurde dort Landesgeologe (1883) und Geheimer Bergrat.
Er befasste sich mit der Geologie Thüringens. Im Jahr 1883 wurde er zum Mitglied der Leopoldina gewählt.

## Schriften
- Beitrag zur geologischen Kenntniss der cambrisch-phyllitischen Schieferreihe in Thüringen, 1882
- Einige Petrefacten der alpinen Trias aus den Südalpen, Zeitschrift der Deutschen geologischen Gesellschaft, Band 27, 1875, S. 784–841
- Notizen über Buntsandstein und Muschelkalk in Südthüringen, Jahrbuch der Königlich Preussischen Geologischen Landesanstalt und Bergakademie zu Berlin für 1880, 1881, S. 137–148
- Uebersicht der Schichtenfolge im Keuper bei Coburg, Jahrbuch der Königlich Preussischen geologischen Landesanstalt und Bergakademie zu Berlin für das Jahr 1894, Band 15, 1895, S. 139–181